# Parafia Matki Bożej Różańcowej w Boguszynach
Parafia pw. Matki Bożej Różańcowej w Boguszynach – parafia rzymskokatolicka, należąca do dekanatu Barlinek, archidiecezji szczecińsko-kamieńskiej, metropolii szczecińsko-kamieńskiej. W parafii posługują księża diecezjalni. Według stanu na listopad 2023 proboszczem parafii był ks. Paweł Półtorak.

## Miejsca święte

### Kościół parafialny
Kościół Matki Bożej Różańcowej w Boguszynach

### Kościoły filialne i kaplice
- Kościół Miłosierdzia Bożego w Lubianej[1]
- Kościół św. Józefa w Płotnie[1]